# Commerciële televisie
Met commerciële televisie worden omroepen of zenders bedoeld, die niet hoofdzakelijk uit belastinggeld worden betaald. Anders dan bij de publieke omroep wordt commerciële televisie voor het grootste deel uit reclameopbrengsten betaald.

## België
In België heeft men zowel in Vlaanderen als in Wallonië en Brussel commerciële zenders. In Franstalig België (Wallonië en Brussel) kreeg CLT in 1987 een licentie voor commerciële televisie en RTL TVI (Télévision indépendante) werd in september gelanceerd. RTL TVI was echter niet meteen succesvol, onder andere ook door de concurrentie van Franse zenders, zoals TF1. In februari 1995 volgde Club RTL. In Vlaanderen werd met het kabeldecreet van 17 januari 1987 commerciële televisie wettelijk toegestaan. In februari 1989 kwam er in Vlaanderen de commerciële zender VTM, die door zijn populaire programmering erg succesvol werd. In 1995 bracht de Amerikaanse-Zweedse groep SBS onverwacht de commerciële zender VT4 op de markt. VTM volgde door zijn tweede kanaal Ka2 op te starten. De naam Ka2 of KANAALTWEE werd op 29 februari 2008 gewijzigd in 2BE en in 2016 naar Q2. In 2012 werden VT4 en VIJFtv verkocht aan Woestijnvis, de naam werd vervangen door VIER voor VT4, en VIJFtv werd VIJF.

## Nederland
Het duurde in Nederland tot 1988 voordat een commercieel kanaal toegang kreeg tot de kabel. Daarvoor was het beleid dat commerciële televisie buiten het Nederlandse omroepbestel werd gehouden. De filosofie was dat een pluriformiteit aan stromingen en meningen – waarmee de Nederlander zich een beeld van de 'werkelijkheid' moest kunnen vormen – slechts gestalte kon krijgen als dit zonder winstoogmerk gebeurde. Commerciële televisie werd zo gezien als bedreiging van de democratie zelf.
In Nederland begon commerciële televisie in 1989 met de oprichting van TV10 door Joop van den Ende. TV10 kreeg als Nederlands televisiestation echter geen toestemming van minister Brinkman om op de Nederlandse kabel te verschijnen. RTL-Véronique, dat een Luxemburgse zender was, kon niet geweigerd worden en begon zijn eerste uitzending op 2 oktober 1989.
Een Nederlandse commerciële omroep mag jaarlijks maximaal 20% van de totale zendtijd aan reclame besteden en maximaal 12 minuten per uur.

## Oostenrijk
- ATV+
- Puls City TV

## Verenigde Staten
Zie voor een overzicht Televisie in de Verenigde Staten